# Adrian Bajrami
Adrian Bajrami (Langenthal, Suiza, 5 de abril de 2002) es un futbolista albanés que juega de defensa en el F. C. Lucerna de la Superliga de Suiza.

## Trayectoria
Es un producto juvenil de las academias de Langenthal, TOBE y BSC Young Boys en Suiza, antes de pasar a la academia del S. L. Benfica en 2018. El 29 de octubre de 2019 firmó su primer contrato profesional con el Benfica. Debutó como profesional con la S. L. Benfica "B" en una derrota por 2-1 en la Segunda División de Portugal ante el Académico de Viseu F. C., entrando como suplente en el minuto 75.
En la temporada 2024-25 debutó con el primer equipo y disputó hasta seis partidos. La siguiente campaña fue cedido al F. C. Lucerna, que tenía una opción de compra.

## Selección nacional
Nacido en Suiza, es de origen albanés de Ohrid. En 2019, jugó tanto con Suiza sub-18 como con Albania sub-19. Fue convocado a la selección nacional de Albania absoluta para un conjunto de amistosos en mayo de 2022. Debutó con la selección nacional de Albania en un amistoso contra Estonia (0-0) el 13 de junio de 2022.

## Estadísticas

### Clubes
Actualizado al último partido disputado el 15 de septiembre de 2024.
| Club                       | Div.          | Temporada     | Liga  | Liga  | Copas nacionales | Copas nacionales | Copas internacionales | Copas internacionales | Total | Total |
| Club                       | Div.          | Temporada     | Part. | Goles | Part.            | Goles            | Part.                 | Goles                 | Part. | Goles |
| -------------------------- | ------------- | ------------- | ----- | ----- | ---------------- | ---------------- | --------------------- | --------------------- | ----- | ----- |
| S. L. Benfica "B" Portugal | 2.ª           | 2021-22       | 2     | 0     | —                | —                | —                     | —                     | 2     | 0     |
| S. L. Benfica "B" Portugal | 2.ª           | 2022-23       | 23    | 2     | —                | —                | —                     | —                     | 23    | 2     |
| S. L. Benfica "B" Portugal | 2.ª           | 2023-24       | 29    | 2     | —                | —                | —                     | —                     | 29    | 2     |
| S. L. Benfica "B" Portugal | 2.ª           | 2024-25       | 1     | 0     | —                | —                | —                     | —                     | 1     | 0     |
| S. L. Benfica "B" Portugal | Total club    | Total club    | 55    | 4     | 0                | 0                | 0                     | 0                     | 55    | 4     |
| Total carrera              | Total carrera | Total carrera | 55    | 4     | 0                | 0                | 0                     | 0                     | 55    | 4     |

## Palmarés

### Títulos nacionales
| Título                      | Club          | País     | Año  |
| --------------------------- | ------------- | -------- | ---- |
| Copa de la Liga de Portugal | S. L. Benfica | Portugal | 2025 |

### Títulos internacionales
| Título                       | Club                 | Sede       | Año  |
| ---------------------------- | -------------------- | ---------- | ---- |
| Copa Intercontinental Sub-20 | S. L. Benfica sub-19 | Montevideo | 2022 |